# Camptoptera enocki
Camptoptera enocki är en stekelart som först beskrevs av Howard 1896.  Camptoptera enocki ingår i släktet Camptoptera och familjen dvärgsteklar. Inga underarter finns listade.